# Gudzsranvála
Gudzsranvála (pandzsábi és urdu nyelven: گوجرانوالا, angolul: Gujranwala) gyorsan növekvő nagyváros Északkelet-Pakisztánban, Pandzsáb tartományban. 
Kereskedelmi, ipari, kulturális és mezőgazdasági központ. Kerámiát, bőr- és textilárukat, gépeket állítanak itt elő. 
Itt született Radzsi Szingh, aki 1819-ben létrehozta a szikhek királyságát.

## Népesség
| 2010 | 1 569 090 |
| 2017 | 2 027 001 |

## Látnivalók
Főbb látnivalók a városban:
- Nishan E Manzil, piknik terület
- Gulshan Park
- Liaqat Bagh
- Dzsinnah Park
- Dzsinnah Stadion, krikett stadion, nemzeti és nemzetközi játékokkal
- Dzsinnah Könyvtár
- Rail Bazár, az egyik legrégebbi bazár a városban
- Food Street, a pakisztáni konyha hagyományait tükrözi

## Fordítás
- Ez a szócikk részben vagy egészben  a   Gujranwala című angol Wikipédia-szócikk fordításán alapul.  Az eredeti cikk szerkesztőit annak laptörténete sorolja fel. Ez a jelzés csupán a megfogalmazás eredetét és a szerzői jogokat jelzi, nem szolgál a cikkben szereplő információk forrásmegjelöléseként.
- Ez a szócikk részben vagy egészben  a   Gujranwala című német Wikipédia-szócikk fordításán alapul.  Az eredeti cikk szerkesztőit annak laptörténete sorolja fel. Ez a jelzés csupán a megfogalmazás eredetét és a szerzői jogokat jelzi, nem szolgál a cikkben szereplő információk forrásmegjelöléseként.